# 다이페닐포스핀
다이페닐포스핀(영어: diphenylphosphine)은 화학식이 (C6H5)2PH인 유기 인 화합물이다. 다이페닐포스페인(영어: diphenylphosphane)이라고도 한다. 이 악취가 나는 무색 액체는 공기 중에서 쉽게 산화된다. 다이페닐포스핀은 촉매로 사용하기 위한 유기 인 리간드의 전구체이다.

## 같이 보기
- 유기 인 화합물